# Adoxia benallae
Adoxia benallae is een keversoort uit de familie bladkevers (Chrysomelidae). De wetenschappelijke naam van de soort werd in 1891 gepubliceerd door Thomas Blackburn.